# جيك مولر
جيك مولر هو شخصية خيالية من لعبة البقاء والرعب ريزدنت إيفل، ظهرت لأول مرة في ريزدنت إيفل 6، جيك هو أبن ألبرت ويسكر عالم الفيروسات والأرهابي.

## ريزدنت إيفل 6
يجد جيك عملاً وهو مرتزقة ليعين والدته، وبينما يقوم بعميات ضد حكومة جمهورية إدونيا في شرق أوروبا، يتورط جيك في أعمال أرهاب بيولوجي. يتعرض رفقائه لفايروس السي (C-virus)، بينما لايتأثر هو به. بعد ذلك بقليل يتلقي بعميلة الحكومة الأمريكية شيري بيركين والتي والدها وليام بيركين كان زميل أبحاث ألبرت ويسكر، وبما أن لديه القدرة على مقاومة التأثيرات السلبية للفايروسات المعدلة جينياً كحال والده، يشترك جيك في بعض الصفات المشابهة لوالده مثل الزيادة في السرعة والقوة الجسدية والقدرة على الشفاء والقدرات القتالية. تخبر شيري جيك بإن الحكومة تحتاج إلى عينات من دمه لمواجهة الهجمات الأرهابية التي حدث حول العالم. يشارك جيك وشيري بعد ذلك في معركة بين قوات مكافحة الأرهاب البيولوجي (بالإنجليزية: BSAA)‏ والمرتزقة المتحولين نتيجة الفيروس.